# Netzbrot
Netzbrot ist ein leicht bekömmliches Weizenbrot mit besonders feuchter Krume. Der Teig aus Weizen, Sauerteig und Hefe hat einen besonders hohen Wasseranteil, was ihn sehr weich macht, und wird deshalb nicht wie der anderer Brote auf dem Backtisch zu Laiben geformt, sondern direkt aus einer Schüssel (Schapf) in den Backofen gegeben.
Heute wird auch oft der Sauerteig weggelassen und ein reines Hefebrot gebacken. Früher wurde gern Sauerteig zugegeben, um das Brot bei der Lagerung schimmelresistent zu machen.
Es wird hauptsächlich im östlichen Teil Württembergs und in Bayerisch-Schwaben gebacken und unter der Bezeichnung „Eingenetztes“ oder „Genetztes“ verkauft. Es gibt dort auch eingenetzte Brötchen (Wecken).